# Мишинг

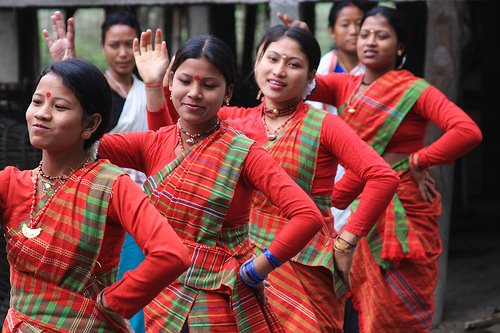

Мишинг (также мири, мисинг) — народ на востоке Индии. Проживает главным образом в округах Лакхимпур, Сонитпур, Дхемаджи, Дибругарх, Джорхат, Голагхат, Тинсукия штата Ассам. Небольшая популяция мишинг имеется также в соседнем штате Аруначал-Прадеш (где они известны как горные мири).
После народа бодо, это второй по численности племенной народ штата Ассам. По данным переписи 1991 года было зафиксировано 467 790 представителей этноса. По данным Ethnologue на 2007 год этот показатель составляет 571 тыс. человек (не считая около 10 тыс. горных мири). Уровень грамотности — около 60 %.
Деревни мири сравнительно большого размера, имеют в среднем 50-60 отдельных хозяйств. Дом строится из дерева и бамбука и кроется соломой. Экономика основывается на земледелии. Язык мишинг относится к ветви тани тибето-бирманской семьи; горные мири говорят на другом языке.